# Apterichtus anguiformis
Apterichtus anguiformis is een straalvinnige vissensoort uit de familie van slangalen (Ophichthidae). De wetenschappelijke naam van de soort is voor het eerst geldig gepubliceerd in 1877 door Peters.